# 族群控制
族群控制是指以非自然的方式來控制任何物種的規模。它只限於把族群的大小維持在可控制的範圍內，而不包括避免物種數量過少導致的滅絕，那另被稱作保育生物學。

## 影響族群規模的因素
族群大小可以被各式各樣的因素影響。其中，與人類生活圈相近的動物的族群大小特別容易被人類影響，例如對狗進行卵巢割除或閹割是相對常見的（有時甚至是法律要求）：卵巢割除即切除雌性動物的卵巢和子宮，醫學上稱作卵巢子宮切除術；閹割即去除雄性動物的睾丸，醫學上稱作睾丸切除術。各種人類活動（例如狩獵、農業、漁業、工業化和都市化）都會影響各種物種族群。
族群控制手段可能包括淘汰、遷移，及對繁殖能力的操縱。族群的成長會被如食物供給或獵食關係等環境因素影響。影響族群大小重要的生物因子包括：
- 食物－食物的數量和品質都很重要。食物的供給影響族群的成長與退化。食物越多，族群越大；食物越不營養，育齡期動物的生育能力就越低[3][4]。舉例來說，蝸牛即便在食物充足的環境中也無法在缺乏鈣的情況下順利的繁殖，因為它們需要這個礦物質來成長它們的殼[5]。
- 捕食者－當一個獵物的族群成長，捕食者可以更輕易地找到獵物。如果獵食者的數量突然減少，獵物族群可能會立即的擴大直到達到平衡[6]。
- 競爭者－在同一個環境中，其它的物種可能會因為需要相同的資源而產生競爭關係，因此族群大小也會因此改變。對所有物種來說，生存空間和交配對象的競爭都會影響族群的成長。舉例來說，大部分的植物都會競爭來爭取光照[7]。
- 寄生者－它們可能帶來疾病，並降低族群的成長率與生育率。

影響族群大小重要的非生物因子包括：
- 溫度－合適的高溫環境會加速酶的催化反應並刺激生長。
- 氧氣－影響生物呼吸所生產的能量。
- 光照－為了行光合作用，光也會影響動植物的生長週期。
- 汙染－生物組織的生長可能會被如二氧化硫所影響；繁殖的成功率可能會被外界汙染因子如雌激素似的物質所影響[8]。

人類不只可以直接的影響族群的大小，常常人類也在間接地控制動物族群，也就是他們並不知道他們的行為影響動物族群的成長。舉例來說，新的基礎建設或是鋪路計畫可能會導致物種被迫遠離它們原本生存的自然環境。它們新的生存環境可能無法提供它們生存所需，帶來族群縮減的後果。

## 主動控制數量的方法
動物安樂死常常被當作控制族群數量最後的方法。在美國路易斯安那州坦吉帕霍阿堂區，政府因為動物間爆發傳染病被迫對收容所裡全部的動物實施大規模的安樂死。
絕育是另一項控制動物族群大小的方式。在美國，多麗絲日動物聯盟（Doris Day Animal League）發起國際絕育日來推廣對寵物的絕育，特別是那些在動物收容所裡的動物，來讓數量維持在可控制範圍內。
野生動物節育計畫是用來控制野生動物的族群大小。

## 案例
可能作為病原載體的蜱蟲對人類有極大的危害，人類已經對它的族群大小採取控制。

## 延伸閱讀
- (PDF). Juan Carlos Senar, Montalovo Thomas, Jordi Pascual. Pest Management Science.